# La Haye-Aubrée
La Haye-Aubrée è un comune francese di 447 abitanti situato nel dipartimento dell'Eure nella regione della Normandia.

## Società

### Evoluzione demografica
Abitanti censiti